# 把夢想留給心把愛留給你/閃耀☆渴望
把夢想留給心把愛留給你／閃耀☆渴望（心に夢を君には愛を／ギラ☆ギラ）是日本二人組合近畿小子的第17張單曲。於2003年6月18日由傑尼斯娛樂唱片公司發行。

## 解說
本單曲的發售日期與上張單曲只相隔短短的兩個月，而後繼的單曲「薄荷糖」更加是只相隔不足兩個月的時候就發售，使到2003年僅僅在四個月內就推出了三張單曲。
本單曲是繼2000年的「夏之王者／除了你誰都不愛」以來的首次『兩A面』單曲。而收錄在本單曲內的兩首A面歌曲同樣地使用了大量的管樂器，管樂編排組合異常豪華。至於第二首A面曲「閃耀☆渴望」方面，由於只在自身節目「堂本兄弟」上作披露，故雖然形式上是兩A面，但一般的知名度都較低。本單曲的兩首A面歌曲，均由Satomi負責作詞部份。
而收錄歌曲方式方面，和上張單曲一樣，初回版收錄兩首A面歌曲及兩首歌曲的純音樂版本合共4首；而通常版則沒有收錄兩首純音樂歌曲，取而代之是一首由堂本剛自己創作兼獨唱的歌曲，合共3首。封面設計上兩個版本亦有所不同。
在音樂錄影帶方面，則繼續從上張單曲「永恆的BLOODS」開始，把本年度4首歌曲的音樂錄影帶綴合而成的音樂電影『鏡中的六月』。本單曲的一部份提及剛在電視新聞報導中認出疑犯，打算勸喻黑幫老大去自首，豈料被黑幫追捕。在逃走期間竟然遇上不知為何掉進了2003年的1970年青年光一，二人掠去黑幫的不法金錢，跳上了一台深蓝色法拉利往海灘方向逃去。
另外，本單曲是自1997年的出道單曲「玻璃少年」以來，兩首收錄歌曲均沒有被用作為廣告歌、主題歌等等，即所謂的「Non-tie-up」作品。不知是否這個原因，結果影響了本單曲的銷量。據Oricon統計的首批銷量也從上張單曲回落，就連總銷量也是截至2006年為止，包含專輯在內是KinKi Kids的唱片銷量中最低的一張作品來，只錄得約30萬張左右。
順帶一提的是本年發售的KinKi Kids唱片，在封面的右上角均會印有一個小型標示寫著「KinKi Kids 2003」。本單曲的標示是橙色的。

## 名稱
- 日語原名：
- 中文意思：把夢想給心把愛給你／閃爍耀眼
- 香港正東譯名：把夢想留給心把愛留給妳／閃耀☆耀眼
- 台灣艾迴譯名：把夢想留給心把愛留給你／閃耀☆渴望

## 收錄歌曲

### 初回版收錄歌曲
1. 把夢想留給心把愛留給你（心に夢を君には愛を）
  - 作曲、編曲：松本良喜
  - 作詞：Satomi
  - 管樂編排：下神龍哉
2. 閃耀☆渴望（ギラ☆ギラ）
  - 作曲、編曲：本間昭光
  - 作詞：Satomi
3. 把夢想留給心把愛留給你 (Instrumental)
  - 作曲、編曲：松本良喜
  - 管樂編排：下神龍哉
4. 閃耀☆渴望 (Instrumental)
  - 作曲、編曲：本間昭光

### 通常版收錄歌曲
1. 把夢想留給心把愛留給你
2. 閃耀☆渴望
3. 這段戀情　睡吧（この恋　眠ろう）
  - 作曲、作詞：堂本剛
  - 編曲：知野芳彥